# Theodor Althaus

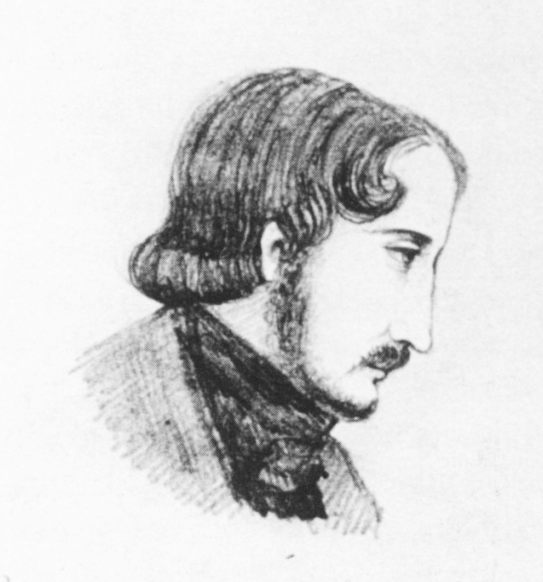
Althaus auf einer Skizze von Malwida von Meysenbug

Theodor Althaus (* 26. Oktober 1822 in Detmold; † 2. April 1852 in Gotha) war ein deutscher Theologe, Journalist und Schriftsteller.

## Leben

### Kindheit und Jugend
Theodor Althaus wuchs in einem evangelischen Pfarrhaus auf. Seine Eltern waren der lippische Superintendent Georg Friedrich Althaus und Julie Althaus (geb. Dräseke). Somit war Theodor Enkel des Magdeburger Generalsuperintendenten und Bischofs Bernhard Dräseke, den er zeit seines Lebens als Vorbild ansah. Theodor hatte fünf Geschwister: Friedrich (geb. 1829), Julius (jüngster Bruder), Bernhard, Elisabeth (jüngste Schwester) und Johanna (älteste Schwester). In seinem fünften Lebensjahr erkrankte er schwer an Scharlachfieber und Wassersucht, was seine äußere Erscheinung langfristig veränderte. So nahm seine helle Gesichtsfarbe „seitdem einen dunkleren Ton an, den sie nie wieder verlor; auch die blonden Locken spielten allmählich in’s Schwarze über, eine Einrahmung welche, bei den blauen Augen, seinem Gesicht einen eigenthümlich charaktervollen Ausdruck verlieh.“ Mit neun Jahren erkrankte er an Masern und zog sich ein Augenleiden zu, ließ sich aber durch die Krankheiten nicht vom eifrigen Lernen und Lesen abhalten. Auch körperlich trainierte er regelmäßig, indem er ausgiebig spazieren ging, ritt, turnte und schwamm. Auch später betonte er die Wichtigkeit von körperlicher Fitness für die kognitive Leistungsfähigkeit:
„Vergiß nicht das Spazierengehen und Turnen. Ich lege auf das Letztere großen, sehr großen Werth, weil der Mensch ganz dadurch wird und gesund bleibt; es gehört zum modernen Menschen, und wenn man es einmal längere Zeit unterlassen hat, ist’s so schwer, wieder zu beginnen. Wenn Du spazieren gehst und turnst, kannst Du arbeiten so viel Du willst, und nie faullenzt sich’s süßer, als nach der Arbeit.“
Althaus besuchte ab 1831 bis Oktober 1840 das Gymnasium Leopoldinum in Detmold, das er mit einem „glänzenden Abiturientenexamen“ verließ. Schon während seiner Schulzeit lernte er Englisch, Latein, Französisch, Griechisch, Hebräisch und Sanskrit, letzteres bei Friedrich Ernst Ballhorn-Rosen, dem damaligen Kanzler des Fürstentums Lippe. Allgemein erzeugte er immer wieder den „Eindruck ungewöhnlicher Begabung“, nicht zuletzt durch seinen kompetenten Umgang mit Fremdsprachen.

### Studium
Von 1840 bis 1843 studierte Althaus, der Familientradition folgend, an den Universitäten Bonn und Jena evangelische Theologie u. a. bei Gottfried Kinkel und Albrecht Ritschl, aber auch Geschichte bei Friedrich Christoph Dahlmann und Ernst Moritz Arndt. 1840 wurde er in das „Literatenkränzchen“ Kinkels (auch bekannt als Maikäferbund) aufgenommen. 1841 wurde er Mitglied der Burschenschaft auf dem Fürstenkeller Jena und 1842 der Burschenschaft Fridericia Bonn.
1843 hielt Althaus seine Examenspredigt in der Detmolder Erlöserkirche. Der Text beeindruckte unter anderem Malwida von Meysenbug, die später über Althaus’ Predigt schrieb: „Es war weder die sentimentale Moral noch die vage protestantische Orthodoxie, an die ich gewöhnt war. Es war ein jugendlicher Strom von Poesie und neuen Gedanken. Es war die jungfräuliche Flamme einer idealistischen Seele, verbunden mit der Kraft einer großen, strenger Kritik fähigen Intelligenz. Es war ein verjüngter Herder, der, während er das Evangelium predigte, zugleich erfüllt war von den Ideen einer hohen Philosophie der Geschichte der Menschheit.“ Aber auch der inzwischen im Ruhestand befindliche Bischof Dräseke war begeistert: „Ich erkenne in dieser trefflichen Arbeit mit Dank gegen Gott die Genialität der Textauffassung, die Schriftmäßigkeit des Inhalts, die Durchsichtigkeit des Gedankens, die Einfachheit der Form, wodurch, Alles zusammengenommen, dem Denker ebenso sehr genügt, als das Volk zum Denken angeleitet, genöthigt, erhoben wird. Dabei, welch‘ angemessene Blicke in die Zeit! Welche Symmetrie in der ganzen Anlage!“

### Journalistische Tätigkeiten
Nach seinem Studium ging Althaus nach Berlin, wo er in den Kreisen von Bettina von Arnim und Henriette Herz verkehrte. 1844 wurde er Mitarbeiter der freisinnigen „Weser-Zeitung“, 1847 bei den „Sächsischen Vaterlandsblättern“ in Leipzig, die durch den Redakteur und Begründer des Deutschkatholizismus Robert Blum in ganz Deutschland bekannt wurden. Althaus verband eine innige Freundschaft mit Malwida von Meysenbug, mit der er zeitweise verlobt war und deren „Verein für Arme“ er tatkräftig unterstützte. Nachdem er in Lippe erfolglos für die Frankfurter Nationalversammlung kandidiert hatte, ging er 1848 als Korrespondent der zweiten Bremer Zeitung nach Frankfurt, um über die Verhandlungen der Frankfurter Nationalversammlung in der Paulskirche zu berichten. Er wurde Schriftleiter dieser demokratischen Zeitung, die er bald unter dem Namen „Zeitung für Norddeutschland“ in Hannover herausgab.

### Gefängnis und Tod
Nachdem die Kaiserwürde durch Friedrich Wilhelm IV. abgelehnt und die Pläne der Frankfurter Nationalversammlung zur Schaffung eines gesamtdeutschen Nationalstaats somit gescheitert waren, sah Althaus sich gezwungen, zur „Verteidigung“ der Paulskirchenverfassung aufzurufen. Am 13. Mai 1849 veröffentlichte er in der Zeitung für Norddeutschland einen entsprechenden Artikel, demgemäß man im Notfall Waffengewalt anwenden müsse, um die Verfassung „durchzusetzen“. Daraufhin wurde er wegen Aufforderung zum Hochverrat inhaftiert und schließlich zu einer Gefängnisstrafe verurteilt, die er im „Staatsgefängniß vor dem Cleverthor“ (Hannover), dem Stadtgefängnis Hannover und dem Staatsgefängnis Hildesheim verbüßte. Nach einem Jahr wurde Theodor vorzeitig entlassen. Nach seiner Entlassung holte ihn Malwida von Meysenbug als Dozenten an die Hochschule für das weibliche Geschlecht in der Freireligiösen Gemeinde Hamburg. Die Behörden wiesen ihn aber schon nach vier Wochen wieder aus.
1851 verschlechterte sich Althaus’ Gesundheitszustand zunehmend, sodass er im März eine Wasserkur in Stuer machte. Ab Oktober 1851 folgte ein Kuraufenthalt in Gotha, während dessen er am 2. April 1852 an Leukämie starb.

## Werke
- Eine Rheinfahrt im August. Den Kölnern, den Schleswig-Holsteinern und allen, die den Rhein lieben, gewidmet. 1846.
- Die Zukunft des Christentums. Seine Wahrheit, seine Verkehrung und seine Wiedergeburt durch Freiheit und Liebe. 1847.
- Mährchen aus der Gegenwart. 1848.
- Weltgeschichte für die Jugend. 1848.
- Aus dem Gefängnis. Deutsche Erinnerungen und Ideale. 1850. (LLB Detmold)